# Ofentse Nato
Ofentse Nato (ur. 1 października 1989 w Ramotswie) – botswański piłkarz grający na pozycji środkowego pomocnika. Jest wychowankiem klubu Gaborone United.

## Kariera klubowa
Karierę piłkarską Nato rozpoczął w klubie Gaborone United. W jego barwach zadebiutował w 2008 roku w botswańskiej Premier League. W 2009 roku osiągnął z nim swój pierwszy sukces w karierze, gdy wywalczył mistrzostwo Botswany.

## Kariera reprezentacyjna
W reprezentacji Botswany Nato zadebiutował w 2009 roku. W 2011 roku awansował z nią do Puchar Narodów Afryki 2012, na którym Botswana wystąpiła po raz pierwszy w swojej historii.

## Sukcesy

### Klubowe
Gaborone United
- Mistrz Botswany: 2008/2009
- Zdobywca Pucharu Botswany: 2011/2012

Atlético Kolkata
- Mistrz Indii: 2014, 2016

Township Rollers
- Mistrz Botswany: 2016/2017, 2017/2018, 2018/2019